# Cantonul Cordes-sur-Ciel
Cantonul Cordes-sur-Ciel este un canton din arondismentul Albi, departamentul Tarn, regiunea Midi-Pyrénées, Franța.

## Comune
| Comune                | Populație (1999) | Cod poștal | Cod INSEE |
| --------------------- | ---------------- | ---------- | --------- |
| Amarens               | 69               | 81170      | 81009     |
| Bournazel             | 181              | 81170      | 81035     |
| Les Cabannes          | 364              | 81170      | 81045     |
| Cordes-sur-Ciel       | 964              | 81170      | 81069     |
| Donnazac              | 80               | 81170      | 81080     |
| Frausseilles          | 92               | 81170      | 81095     |
| Labarthe-Bleys        | 81               | 81170      | 81111     |
| Lacapelle-Ségalar     | 94               | 81170      | 81123     |
| Livers-Cazelles       | 223              | 81170      | 81146     |
| Loubers               | 89               | 81170      | 81148     |
| Mouzieys-Panens       | 246              | 81170      | 81191     |
| Noailles              | 213              | 81170      | 81197     |
| Saint-Marcel-Campes   | 221              | 81170      | 81262     |
| Saint-Martin-Laguépie | 420              | 81170      | 81263     |
| Souel                 | 189              | 81170      | 81290     |
| Tonnac                | 125              | 81170      | 81300     |
| Vindrac-Alayrac       | 167              | 81170      | 81320     |